# 布赖恩·希尔
布赖恩·希尔·萨尔瓦铁拉（西班牙語：Bryan Gil Salvatierra；2001年2月11日—），是一名西班牙足球運動員，場上位置是左邊鋒，目前效力英超球隊熱刺，同時他也代表西班牙國家足球隊參加國際比賽。

## 俱乐部生涯
希尔出生在巴塞罗那省加泰罗尼亚略夫雷加特河畔奥斯皮塔莱特，之後舉家移到安达卢西亚大区加的斯省巴尔瓦特並主要在這裡成長，他在2012年从家乡球队巴尔瓦特CF加入了塞维利亚青训。他在2018-19赛季开始前被提拔到了预备队，2018年8月26日，他在球队主场0-1输给伊比萨体育联盟的西乙B比赛中完成了塞维利亚预备队首秀。
希尔在2018年9月8日塞维利亚预备队主场2-1战胜圣费尔南多体育的比赛中打入了扳平一球，这也是他的第一粒成年队进球。12月2日，已经成为预备队主力的希尔与塞维利亚续约到了2022年。2019年2月23日，在塞维利亚预备队2-1险胜格拉纳达预备队的比赛中，希尔被直接出示红牌罚下，他的两名队友也因为为他打抱不平而被驱逐出场。
希尔在2019年1月6日同时完成了他的一线队首秀与西甲首秀，在塞维利亚1-1战平马德里竞技的比赛末换下了进球功臣。他在他的第一个一线队赛季中又完成了10次出场，均为替补，并在4月25日塞维利亚在皮斯胡安球场5-0大胜巴列卡诺闪电的比赛中打进了一粒进球，这也使他成为了第一位在西班牙顶级联赛进球的2000年后出生的球员。
2019年11月29日，希尔在一场欧联杯塞维利亚2-0战胜卡拉巴克的比赛中打进了一粒进球，这也是他的第一粒欧战进球。2020年1月31日，塞维利亚官方宣布，希尔将租借加盟西甲球队莱加内斯，租期至2019-20赛季结束，他将尽全力帮助球队保级。2020年7月19日，希尔在2019-20赛季西甲最后一轮莱加内斯2-2主场战平皇家马德里的比赛中打进了一粒进球，然而，球队最终降级，以1分之差无缘2020-21赛季西甲联赛，希尔也结束了他在莱加内斯的租借。
2020年10月5日，塞维利亚官方宣布，希尔和队友波佐将会租借加盟另一支西甲球队埃瓦尔。

## 国家队生涯
2021年3月25日，在西班牙与希腊的世界杯预选赛中，希尔替补登场，换下，完成了成年国家队首秀。

## 生涯数据
最後更新：2021年1月3日
| 俱乐部          | 赛季     | 联赛     | 联赛 | 联赛 | 杯赛 | 杯赛 | 欧战 | 欧战 | 其他 | 其他 | 总共 | 总共 |
| 俱乐部          | 赛季     | 级别     | 出场 | 进球 | 出场 | 进球 | 出场 | 进球 | 出场 | 进球 | 出场 | 进球 |
| --------------- | -------- | -------- | ---- | ---- | ---- | ---- | ---- | ---- | ---- | ---- | ---- | ---- |
| 塞维利亚        | 2018–19  | 西甲     | 11   | 1    | 2    | 0    | 0    | 0    | 0    | 0    | 13   | 1    |
| 塞维利亚        | 2019–20  | 西甲     | 2    | 0    | 1    | 0    | 4    | 1    | —    | —    | 7    | 1    |
| 塞维利亚        | 2020–21  | 西甲     | 1    | 0    | 0    | 0    | 0    | 0    | 0    | 0    | 1    | 0    |
| 塞维利亚        | 总共     | 总共     | 14   | 1    | 3    | 0    | 4    | 1    | 0    | 0    | 21   | 2    |
| 莱加内斯 (租借) | 2019–20  | 西甲     | 12   | 1    | 0    | 0    | —    | —    | —    | —    | 12   | 1    |
| 埃瓦尔 (租借)   | 2020–21  | 西甲     | 12   | 2    | 0    | 0    | —    | —    | —    | —    | 12   | 2    |
| 生涯总共        | 生涯总共 | 生涯总共 | 38   | 4    | 3    | 0    | 4    | 1    | 0    | 0    | 45   | 5    |

## 荣誉

### 俱乐部
塞维利亚
- 欧联杯：2019–20、2022-23[12]賽季

### 国家队
西班牙U-19
- U-19欧锦赛：2019

 西班牙U-23
- 奧林匹克運動會足球比賽銀牌：2020年